# Roger De Vlaeminck

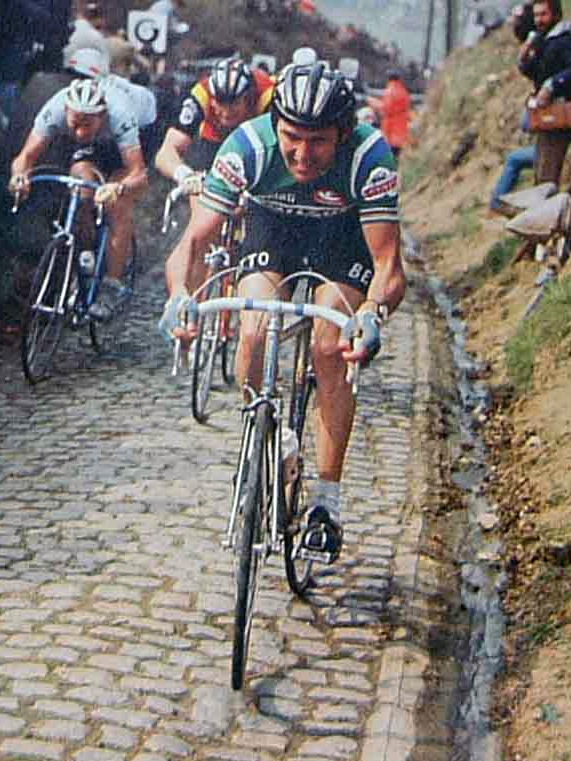
De Vlaeminck op de Koppenberg tijdens de Ronde van Vlaanderen 1978

Roger De Vlaeminck (Eeklo, 24 augustus 1947) is een  Belgisch voormalig wielrenner en veldrijder. De Vlaeminck was in de jaren 70 een van de beste renners in de klassiekers, maar haalde ook successen in het kleinere rondewerk en het veldrijden. Hij behaalde in totaal 259 zeges op de weg en 70 zeges in het veld.
Een van zijn bijnamen was Monsieur Paris-Roubaix. Hij reed Parijs-Roubaix veertien keer en moest alleen in 1980 opgeven. Hij werd er vier keer eerste, vier keer tweede, één keer derde, één keer vijfde, één keer zesde en twee keer zevende. De Vlaeminck werd ook zes keer op rij eindwinnaar van de Tirreno-Adriatico.

## Carrière

### Begin
Hij is de jongere broer van Erik De Vlaeminck. Hun vader (Philibert) is ook enige tijd renner geweest. 
De Vlaeminck had niet veel interesse voor school, en op zijn veertiende ging hij al werken. Eerst als hulpje van een loodgieter en later in een drukkerij en een weverij. Hij had het niet echt naar zijn zin, maar omdat hij op school slecht presteerde moest hij zulk werk blijven doen. Hij begon zijn sportloopbaan als voetballer. Bij FC Eeklo werd hij op zijn zestiende voor het eerst geselecteerd om mee te gaan met het eerste elftal. Toen De Vlaeminck uit de bus stapte, kwam de voorzitter van de club naar hem toe en vroeg wie hij eigenlijk was. De jonge De Vlaeminck was beledigd en stopte met voetballen. 
Zijn oudere broer Erik was inmiddels wielrenner geworden, en Roger besloot voor dezelfde carrière te kiezen. In 1962 had hij al eens een koers gereden. Omdat hij toen geen fiets had, leende hij die van zijn broer zonder het te vragen. Na drie ronden gaf hij echter al op en daarna ging hij weer voetballen. In 1964 begon hij serieuzer te worden als renner. Hij reed dat jaar bij de beginnelingen 22 wedstrijden en won er 17. In 1965 en 1966 won hij in totaal 39 koersen, waarvan 36 bij de junioren en 3 als amateur.

### Klassiekers
De Vlaeminck was een echte klassiekerrenner. Alleen Eddy Merckx won meer klassiekers dan hij: Merckx won er 19, De Vlaeminck 11. In totaal reed hij in zijn carrière 69 klassiekers, waarvan hij 32 keer bij de eerste vijf eindigde. Hij reed 23 keer op het podium (11 zeges, 8 keer tweede en 4 maal derde) en finishte 42 keer bij de eerste tien (60% van zijn deelnames). Van deze 69 deelnames reed hij er bovendien 60 uit.
De Vlaeminck staat vooral bekend vanwege zijn resultaten in Parijs-Roubaix. Hij draagt de officiële bijnaam Monsieur Paris-Roubaix, omdat hij de meeste overwinningen heeft behaald in deze koers. Zelf vindt hij zijn resultaten in de Hel van het Noorden helemaal niet zo indrukwekkend. In het boek Top 60 Mens en Renner zegt hij: "Ik ben zelf niet echt onder de indruk van mijn prestaties in Parijs-Roubaix. Ik had gemakkelijk vijf of zes keer kunnen winnen, en zelfs dat zou ik normaal gevonden hebben. Die wedstrijd lag me gewoon". Ook stelde hij in 2020 dat Mathieu van der Poel, die Parijs-Roubaix nog nooit gereden had, de wedstrijd vijf keer zou kunnen winnen. Verder zegt De Vlaeminck dat hij één of twee van zijn zeges graag zou inruilen voor een wereldkampioenschap of nog een Ronde van Vlaanderen.
In 1977 won De Vlaeminck voor de vierde keer in Roubaix, een record dat sinds 2012 gedeeld wordt met Tom Boonen. Na die zege begon hij te beseffen dat hij voor iets unieks kon zorgen en dacht hij dat hem weinig kon overkomen in die koers. Een jaar later koos hij ervoor om in de ploeg van Francesco Moser te gaan rijden. Toen de Italiaan twintig kilometer voor de finish aanviel, moest De Vlaeminck blijven zitten. Hij mocht niet achter zijn eigen kopman aanrijden en liep zijn vijfde zege mis. Weer een jaar verder reed De Vlaeminck voor de ploeg GIS en wilde hij wraak op Moser. Toen ze nog met zijn vieren voorop reden, kregen hijzelf, Marc Demeyer en Hennie Kuiper echter allen af te rekenen met een lekke band, waardoor Moser voor de tweede keer op rij kon winnen. In 1980 reed De Vlaeminck weer op kop, dit keer met Gilbert Duclos-Lasalle en opnieuw Moser. In de finale kreeg hij weer een lekke band en later viel hij ook nog. Opnieuw won Moser, die het record van De Vlaeminck kon evenaren als hij nog een keer zou winnen. In 1981 reed De Vlaeminck weer mee op kop, dit keer samen met vijf anderen, onder wie Moser. De Vlaeminck leek te gaan winnen, maar Bernard Hinault kwam langszij en won. In 1982 reed hij zijn laatste Parijs-Roubaix. Hij eindigde zesde, vóór Moser, die het later nog wel geprobeerd heeft, maar zijn vierde nooit kon winnen.
Ook in andere klassiekers was De Vlaeminck goed. De Eeklonaar won bijvoorbeeld drie keer Milaan-San Remo, maar eindigde in die koers ook drie keer tweede, een keer derde, een keer vijfde en een keer achtste. Verder won hij de Ronde van Vlaanderen, Luik-Bastenaken-Luik en twee keer de Ronde van Lombardije. De enige klassieker die hij nooit won was Parijs-Tours, de enige klassieker die ook Merckx nooit won. Hij reed die wedstrijd wel tien keer uit, waarvan zes keer in de top tien.

### Grote ronden
In de Ronde van Italië heeft Roger De Vlaeminck een goede naam en faam opgebouwd, maar in de andere grote ronden, de Ronde van Frankrijk en de Ronde van Spanje, deed hij het beduidend minder dan in de klassiekers. Waar De Vlaeminck in de klassiekers vele prijzen won, was in de grote ronden zijn prijzentotaal veel minder. Zijn beste eindresultaat in een grote ronde was een vierde plaats in de Ronde van Italië 1975. Hij won in deze ronde zeven ritten, wellicht ook omdat Merckx dat jaar niet meereed. Hij reed de Ronde van Italië in totaal zes keer en slaagde erin 22 ritzeges te behalen op een totaal van 148 gereden ritten. Hij won er ook drie keer de puntentrui, in 1972, 1974 en 1975. Hij werd ook één keer tweede in het puntenklassement. In de Ronde van Frankrijk en de Ronde van Spanje won hij telkens maar één rit. Hij is drie keer gestart in de Ronde van Frankrijk, maar moest telkens opgeven, om verschillende redenen. In totaal reed hij 29 ritten in de Ronde van Frankrijk. In de Ronde van Spanje reed hij één keer mee, maar ook deze ronde moest hij vroegtijdig beëindigen. De Vlaeminck hechtte zelf minder belang aan de Ronden van Frankrijk en Spanje, en focuste vooral op de klassiekers en de Ronde van Italië.

### Kampioenschappen
Het wereldkampioenschap wielrennen is een van de wedstrijden die De Vlaeminck nooit heeft gewonnen, hoewel hij in deze race twaalf keer is gestart. Hij heeft echter ook drie keer moeten opgeven. De beste prestatie van de Belg is een tweede plaats in 1975, achter de Nederlander Hennie Kuiper. Ook werd hij één keer zevende, drie keer tiende en viel hij vier keer buiten de top tien.
Het Belgisch kampioenschap wielrennen heeft De Vlaeminck wél twee keer gewonnen. Deze wedstrijd won hij in 1969 en 1981. De eerste won hij in zijn debuutjaar als prof, en het kampioenschap van 1981 won hij in een jaar waarin hij bijna alles won. In totaal heeft De Vlaeminck het Belgisch kampioenschap tien keer gereden, waarbij hij twee keer het einde niet haalde. Zijn totalen in het Belgisch kampioenschap zijn: twee keer eerste, twee keer vierde, twee keer achtste en twee keer buiten de top tien.

### Overige wedstrijden
In sommige kleine ronden wist De Vlaeminck vaak ook goed te rijden. Hij gebruikte vaak de Tirreno-Adriatico als opwarmer voor Milaan-San Remo. Hij won deze etappekoers dan ook zes keer achter elkaar, tussen 1972 en 1977. Daarnaast schreef hij ook de Vierdaagse van Duinkerke (1971), de Ronde van Sardinië (1976), de Ronde van Apulië (1979) en de Ronde van Mallorca (1980) op zijn naam. Zijn grootste zege in een etappekoers behaalde hij echter in 1975. Dat jaar won hij de Ronde van Zwitserland, met 55 seconden voorsprong op Eddy Merckx. De Vlaeminck zegt zelf dat deze eindzege de mooiste overwinning in zijn carrière is. Hij hield de leiderstrui van de eerste tot de laatste dag, en op die laatste dag klopte hij Merckx drie keer: eerst in een korte ochtendrit, vervolgens in een tijdrit van twintig kilometer, en uiteindelijk ook in het eindklassement. Verder won hij ook vaak één of meerdere ritten in etappewedstrijden. In totaal waren dat er 68, waarvan vijftien in Tirreno-Adriatico, veertien in de Ronde van Sardinië, negen in de Ronde van Zwitserland en zes in de Ronde van Apulië.
Ook in de kleinere eendagswedstrijden heeft De Vlaeminck een aantal goede resultaten behaald. Hij heeft bijvoorbeeld twaalf keer de Omloop Het Volk gereden. Deze eendagswedstrijd heeft hij twee keer gewonnen en beëindigde hij ook één keer als tweede. Ook werd de Belg twee keer vierde, één keer zesde, twee keer achtste en vier keer haalde hij niet de top tien. Andere eendagswedstrijden die De Vlaeminck gewonnen heeft, zijn de Waalse Pijl, het Kampioenschap van Zürich en Parijs-Brussel. In al deze wedstrijden werd hij ook een keer tweede. Een eendagswedstrijd waar de Belg wel vaak aan de start is begonnen maar die hij nooit heeft gewonnen, is Gent-Wevelgem. De Vlaeminck is dertien keer aan deze wedstrijd begonnen, waarvan hij er twee niet uitgereden heeft. Hij eindigde in deze wedstrijd vier keer tweede, één keer derde, twee keer zesde en vier keer haalde hij niet de top tien. Nog een andere eendagswedstrijd die De Vlaeminck nooit gewonnen heeft, is de Amstel Gold Race. Hij is wel drie keer in deze wedstrijd gestart, maar moest ook één keer opgeven. Hij heeft deze wedstrijd dus twee keer uitgereden en is één keer tweede en één keer zesde geëindigd.

### Concurrentie met Merckx

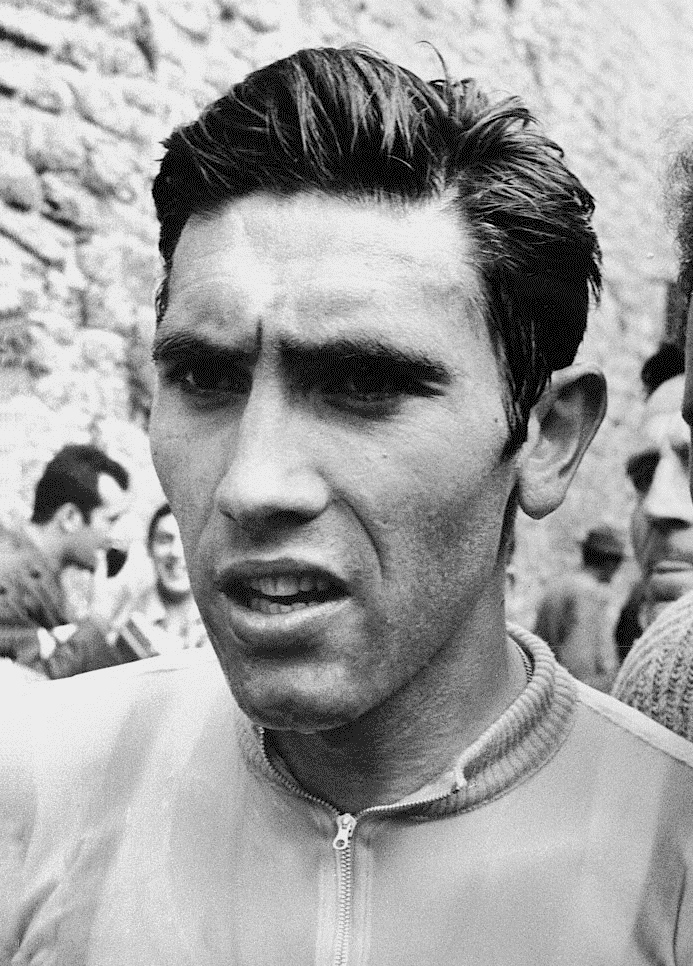
Eddy Merckx

In 1970 stopte Rik Van Looy met wielrennen en veel fans focusten zich toen op De Vlaeminck als opvolger. Een andere jonge renner die opvolger van Van Looy kon worden was Eddy Merckx. De carrière van Roger De Vlaeminck liep ongeveer gelijk met die van Merckx. Toen de professionele loopbaan van beide renners net begonnen was, wilde De Vlaeminck altijd winnen van Merckx. Hij was zelfs teleurgesteld als er iemand anders tweede werd, omdat de mensen dan konden zeggen dat hij geen tegenstand had gehad. Na een aantal jaren tegen elkaar gekoerst te hebben, gingen de twee anders over elkaar denken. De Vlaeminck kreeg respect voor de prestaties die Merckx leverde en Merckx waardeerde het dat zijn concurrent hem altijd met open vizier bestreed.
De Vlaeminck vindt ook dat er anderen waren die profiteerden van de concurrentie tussen hem en Merckx. Vaak legde hij zijn concurrent namelijk aan banden, maar dit kostte dan zoveel kracht dat iemand anders daarvan profiteerde. Verder zegt De Vlaeminck dat hij sommige koersen extra had kunnen winnen als Merckx niet had meegedaan, maar in andere koersen heeft hij juist beter gereden omdat hij nooit wilde onderdoen voor zijn concurrent.
Uiteindelijk heeft De Vlaeminck zijn zoon naar zijn concurrent genoemd.

### Ploegleider
De Vlaeminck werd na zijn actieve loopbaan ploegleider bij de wielerploegen Tonton Tapis-GB en GB-MG Maglificio. Bij de laatste ploeg werkte hij samen met Patrick Lefevere. In 2003 werd er een nieuw veldritteam opgericht: Saey-Deschacht. De Vlaeminck werd ploegleider van deze ploeg, waar hij een driejarig contract tekende.

### Allez Allez Zimbabwe
In november 2004 vertrok De Vlaeminck naar Zimbabwe. Samen met Wayne Davidson en Wonder Matenje van de Zimbabwaanse wielerbond ging hij op zoek naar de vijf grootste talenten in het veldrijden. Jackson Vijarona, Tschabalala Nqobizitha, Abel Muchenje, Gorden Martin en Brighton Kasecha waren de gelukkigen die mee mochten naar België. De vijf renners verbleven drie maanden bij gastgezinnen in Eeklo, terwijl ze getraind werden door De Vlaeminck. De Belgische zender VTM maakte er een programma over, Allez Allez Zimbabwe, dat rond de 800.000 kijkers per uitzending had.
De Zimbabwanen hadden wel moeite met de zware trainingen van De Vlaeminck. Eind januari 2005 namen ze deel aan het wereldkampioenschap veldrijden in Sankt Wendel. Ze behaalden de laatste plaatsen, maar konden wel rekenen op veel steun, omdat veel mensen in België respect hadden gekregen voor de Afrikanen.
Een jaar later begon er een nieuwe reeks van het programma. De Vlaeminck ging weer naar Zimbabwe om te kijken hoe het met zijn renners ging. Hij stelde vast dat ze beter waren geworden en selecteerde vier van de vijf opnieuw. Alleen Abel Muchenje moest thuisblijven en voor hem werden twee anderen geselecteerd: Brian Zengeni en Prince Ngundu. Toen ze terug waren in België kregen de Zimbabwanen meer interesse in het liefdesleven. Mede hierdoor bleven de prestaties tegenvallen en De Vlaeminck was teleurgesteld.
In het volgende veldritseizoen kregen de Afrikanen een nieuwe kans van De Vlaeminck. Hij besloot om vier ervan in de zomer al naar België te halen, zodat ze toen al konden meerijden in een aantal Belgische koersen. Op Jackson Vijarona na presteerden de renners niet slecht. In november nam de ploeg deel aan de Ronde van Burkina Faso. Ook in de grootste koers van Afrika behaalde de ploeg goede resultaten. Later dat jaar namen ze weer deel aan het WK, maar ze waren geen partij voor winnaar Lars Boom. Brian Zengeni kreeg later een beloning voor zijn goede prestaties. Hij werd door de UCI uitgenodigd voor een wielerstage in Zuid-Afrika.

### 60 jaar
Op 14 september 2007 werd Roger De Vlaeminck gehuldigd, vanwege zijn zestigste verjaardag, enkele weken eerder. Die dag werd er een boek gepresenteerd: Roger De Vlaeminck Top 60 Mens en Renner. Dit boek werd geschreven door wielerjournalist Roger De Maertelaere en bevatte onder andere een top zestig met zijn mooiste zeges.
Hierbij bleef het niet, want de stad Eeklo organiseerde ook een tentoonstelling over de renner en dacht er zelfs aan om het stadion van de plaatselijke voetbalclub om te dopen in Roger De Vlaeminck Stadion. Een bakker uit Eeklo zorgde voor een speciale taart met daarop de kasseien uit Parijs-Roubaix. Verder werd er op deze dag een wielerwedstrijd gereden. Het Criterium Roger De Vlaeminck werd gereden door ex-renners, bekende Vlamingen en eliterenners.

## Uitspraken over De Vlaeminck
- Rik Van Looy: "Hij was de meest getalenteerde, en de enige echte klassieke renner van zijn generatie."

## Erelijst

### Overwinningen

#### Baanwielrennen
| Jaar   | Zesdaagse                                       | BK                  | Totaal |
| ------ | ----------------------------------------------- | ------------------- | ------ |
| 1970   |                                                 | omnium              | ...    |
| 1971   | Gent (met Patrick Sercu)                        | omnium              | ...    |
| 1972   |                                                 | ploegkoers · omnium | ...    |
| 1980   | Antwerpen (met Wilfried Peffgen en René Pijnen) |                     | ...    |
| 1982   | Antwerpen (met Patrick Sercu)                   |                     | ...    |
|        |                                                 |                     |        |
| Totaal | 3                                               | 1                   | ...    |

### Veldrijden
| 1964-1965                                 |                                         |     |        | Oostakker | 1   |
| 1965-1966                                 |                                         |     |        | Erwetegem, Wetteren, Opwijk, Oostakker                                                                          | 4   |
| 1966-1967                                 |                                         | 21e |        | Zwijnaarde | 1   |
| 1967-1968                                 |                                         | ↑   | Goud   | Lembeke, Wespelaar                                                                                              | 4   |
| 1968-1969                                 |                                         | ↑   | Goud   | | 1   |
| Profs                                     |                                         |     |        | |     |
| 1966-1967                                 | Eeklo                                   | NVT | 4e     | Laarne, Zaventem, Drongen, Kaprijke, Sint-Jan-in-Eremo, Stene                                                   | 7   |
| 1967-1968                                 | Middelkerke                             | NVT | Zilver | Sleidinge, Zemst, Hemiksem, Sint-Jan-in-Eremo                                                                   | 5   |
| 1968-1969                                 | Overijse                                | NVT | NVT    | Muntelier, Münchwilen, Dilbeek                                                                                  | 4   |
| 1969-1970                                 | Koksijde, Overijse, Steinmaur           | 4e  | Zilver | Sint-Pieters-Leeuw, Gansingen, Hannover, Asse, Kalken, Binningen, Dusseldorf, Kaprijke                          | 11  |
| 1970-1971                                 | Eeklo                                   |     |        | | 1   |
| 1971-1972                                 |                                         |     |        | | 0   |
| 1972-1973                                 | Koksijde, Overijse                      |     |        | Sint-Jan-in-Eremo, Mechelen, Schalkhoven, Asse, Jezus-Eik, Borsbeke, 's Gravenwezel, Milaan, Castelldefels      | 11  |
| 1973-1974                                 | Otegem                                  | ↑   | Goud   | Jezus-Eik, Monselise, Milaan, Volkegem, Luzern, Heusden                                                         | 8   |
| 1974-1975                                 | Overijse, (november) Overijse (januari) | ↑   | Goud   | Zwijndrecht, Deinze, Milaan, Meilegem, Jezus-Eik, Wambrechies, Den Haag, Olona, Choulex                         | 13  |
| 1975-1976                                 | Overijse, Steinmaur                     |     |        | Deinze, Aalter, Semmerzake, Milaan, Wambrechies, Tecknau                                                        | 8   |
| 1976-1977                                 |                                         |     |        | Volpiano, Wambrechies, Brenta Valcuvia                                                                          | 3   |
| 1977-1978                                 | Overijse, (november) Overijse (januari) |     | Goud   | Sint-Jan-in-Eremo, Torhout, Beernem, Sint-Maria-Horebeke, Adegem, Gesté, Deinze, Asse, Aalter, Zillebeke, Munte | 14  |
| 1978-1979                                 |                                         | DNF | Zilver | | 0   |
| 1979-1980                                 | Gavere, Diegem                          |     |        | Beernem | 3   |
| 1980-1981                                 |                                         |     |        | Marcq-en-Baroeul, Lanarvily                                                                                     | 2   |
| 1981-1982                                 | Diegem, Gavere                          |     |        | Dorst, Rillaar, Asse                                                                                            | 2   |
| 1982-1983                                 |                                         |     |        | Sint-Laureins, Kapelle-op-den-Bos, Breendonk                                                                    | 3   |
| 1983-1984                                 |                                         |     |        | Moerbeke | 1   |
| geen deelnames in 1984-1985 en 1985-1986. |                                         |     |        | |     |
| 1986-1987                                 |                                         |     |        | Lunéville, Lutterbach                                                                                           | 2   |
|                                           |                                         |     |        | |     |
| Totaal                                    | 20                                      | 1   | 3      | 77 | 101 |

#### Wegwielrennen
1967
Gent-Wervik
4e etappe Ronde van Namen
1968
Ardense Pijl
10e etappe A en B (ITT) Ronde van de Toekomst
1969
Criterium van Baasrode
Criterium van De Panne
Omloop Schelde-Durme
Omloop Het Volk
3e etappe Ronde van België
Criterium van Rijen
Brussel-Ingooigem
 Belgisch kampioenschap op de weg
Criterium van Essenbeek
GP Stad Kortrijk
Criterium van Lokeren
Criterium van Sint-Niklaas
Criterium van Assebroek
Criterium van Eeklo
Baden-Baden (Koppeltijdrit, met Herman Vanspringel)
Criterium van Oostrozebeke
1970
Criterium van De Panne
GP Paul Borremans
Kuurne-Brussel-Kuurne
Luik-Bastenaken-Luik
3e etappe Dauphiné Libéré
Criterium van Aartrijke
6e etappe Ronde van Frankrijk
Scheldeprijs
Criterium van Schaarbeek
Druivenkoers Overijse
Criterium van Waarschoot
Omloop van het Houtland
Criterium van Oostrozebeke
1971
1e, 3e en 4e etappe Tour de la Nouvelle-France
Witte Donderdagprijs
Omloop van de Westkust
2e etappe Vierdaagse van Duinkerke
Eindklassement Vierdaagse van Duinkerke
Proloog en 4e etappe Ruta del Sol
Kuurne-Brussel-Kuurne
Omloop van het Zuidwesten
E3-Prijs Vlaanderen
Waalse Pijl
Criterium van Tervuren
3e etappe A Ronde van Zwitserland
Ronde de Seignelay
Criterium van Moorslede
Criterium van Willebroek
Criterium van Hyon
Criterium van Eeklo
1972
Criterium van Baasrode
Criterium van Beausoleil
GP Città di Camaiore
1e etappe Ronde van Sardinië
Halse pijl
Criterium van Poperinge
Milaan-Turijn
4e en 5e B etappe Tirreno-Adriatico
Eindklassement Tirreno-Adriatico
Parijs-Roubaix
6e, 15e, 18e en 19e A etappe Ronde van Italië
Criterium van Schinnen
Criterium van Bilzen
Criterium van Eeklo
Druivenkoers Overijse
Coppa Placci
Criterium van Mont-sur-Marchienne
Criterium van Sint-Laureins
1973
Ronde van Toscane
3e en 5e etappe Ronde van Sardinië
Omloop van het Zuidwesten
GP de Monaco
Trofeo Matteotti
5e etappe A Tirreno-Adriatico
Eindklassement Tirreno-Adriatico
Milaan-San Remo
Criterium van Olsene
2e, 11e en 13e etappe Ronde van Italië
Criterium van Humbeek
Criterium van Waver
Criterium van Sinaai
Criterium van Neerheilissem
Criterium van Aalst
Criterium van Zingem
Criterium van Eeklo
Circuit de l’Aulne
Criterium van Ayeneux
1974
Criterium van Baasrode
2e etappe Ronde van Apulië
Criterium van Peer
5e etappe Tirreno-Adriatico
Eindklassement Tirreno-Adriatico
Milaan-Turijn
Ronde van Sicilië
Parijs-Roubaix
Coppa Placci
4e etappe Ronde van Italië
Criterium van Zomergem
1e etappe Cronostafetta
Druivenkoers Overijse
Ronde van Veneto
Criterium van Jeumont
Ronde van Lombardije
1975
Criterium van Baasrode
Criterium der Azen
Trofeo Pantalica
Ronde van Lazio
Criterium van Geraardsbergen
1e, 4e en 5e B etappe Ronde van Sardinië
Criterium van Heusden-Destelbergen
Criterium Circuito di Larciano
Criterium van Neeroeteren
2e A, 4e en 5e etappe Tirreno-Adriatico
Eindklassement Tirreno-Adriatico
Parijs-Roubaix
Criterium van Saint-Cloud
Kampioenschap van Zürich
Criterium van Olsene
Circuito di Zambana
4e, 6e, 7e B, 10e, 11e, 18e en 20e etappe Ronde van Italië
Proloog, 1e, 3e, 5e, 9e en 10e etappe Ronde van Zwitserland
Eindklassement Ronde van Zwitserland
Criterium van Heusden-Zolder
Criterium van Humbeek
GP Montelupo
Criterium van Aalst
Criterium van Tienen
Criterium van Ninove
Criterium van Knokke-Heist
Coppa Agostoni
1976
Ronde van Lazio
3e etappe Ronde van Apulië
1e B en 5e etappe Ronde van Sardinië
Eindklassement Ronde van Sardinië
Criterium van Londerzeel
Sassari-Cagliari
3e, 4e en 5e B etappe Tirreno-Adriatico
Eindklassement Tirreno-Adriatico
Circuito di Pietra Ligure
5e etappe A Ronde van Romandië
2e, 5e, 8e en 16e etappe Ronde van Italië
Criterium van Linne
Criterium van Sint-Niklaas
Proloog, 2e en 4e A etappe Ronde van Catalonië
GP Montelupo
Criterium van Knokke-Heist
Ronde van Emilia
Coppa Agostoni
Ronde van Lombardije
1977
2e en 3e etappe Tirreno-Adriatico
Eindklassement Tirreno-Adriatico
Ronde van Vlaanderen
Parijs-Roubaix
Criterium van Oostduinkerke
Criterium van Kaprijke
Ronde van Piemonte
1978
Criterium van Bilzen
Criterium van Deerlijk
Ronde van Friuli
4e etappe Ronde van Apulië
1e en 5e etappe Ronde van Sardinië
Druivenkoers Overijse
Criterium van Ploërdut
Sassari-Cagliari
Milaan-San Remo
Criterium van Assenede
Criterium van Bornem
1979
1e etappe Ronde van Trentino
1e, 2e en 3e etappe Ronde van Apulië
Eindklassement Ronde van Apulië
Criterium van Londerzeel
Milaan-Vignola
4e A en 5e B etappe Vierdaagse van Duinkerke
5e etappe A Tirreno-Adriatico
Omloop Het Volk
Milaan-San Remo
2e, 9e en 12e etappe Ronde van Italië
Criterium van Sleidinge
GP Lucien Van Impe
Criterium van Retie
Criterium van Drongen
Criterium van Beernem
1980
1e, 2e A, 4e en 5e etappe Ronde van Sardinië
Criterium van Heusden
1e etappe Vierdaagse van Duinkerke
1e en 2e etappe Tirreno-Adriatico
Proloog, 1e en 4e etappe Ronde van Mallorca
Eindklassement Ronde van Mallorca
Trofeo Laigueglia
Criterium van Leende
Criterium van Laarne
Criterium Profronde van Stiphout
Criterium van Ronse
1e en 2e etappe Ronde van Duitsland
1981
Omloop der Grensstreek
2e A en 4e etappe Parijs-Nice
Brabantse Pijl
Profronde van Stiphout
2e en 3e A etappe Ronde van Zwitserland
 Belgisch kampioenschap op de weg
Criterium van Ulvenhout
Criterium van Koersel
Criterium van Beernem
Parijs-Brussel
1982
Criterium van Aalst
Criterium van De Panne
1984
5e etappe Internationale Wielerweek
Ronde van Campanië
8e etappe Ronde van Spanje
Criterium van Sleidinge
Cronostaffetta (TTT)
Criterium van Tienen
Criterium van Beernem

### Resultaten in voornaamste wedstrijden
| Jaar | Ronde van Italië | Ronde van Frankrijk | Ronde van Spanje |
| ---- | ---------------- | ------------------- | ---------------- |
| 1969 |                  | opgave              |                  |
| 1970 |                  | opgave (1)          |                  |
| 1971 |                  | opgave              |                  |
| 1972 | 7e (4)           |                     |                  |
| 1973 | 11e (3)          |                     |                  |
| 1974 | 11e (1)          |                     |                  |
| 1975 | 4e (7)           |                     |                  |
| 1976 | opgave (4)       |                     |                  |
| 1977 | opgave           |                     |                  |
| 1978 | opgave           |                     |                  |
| 1979 | opgave (3)       |                     |                  |
| 1980 |                  |                     |                  |
| 1981 |                  |                     |                  |
| 1982 |                  |                     |                  |
| 1984 | opgave           |                     | opgave (1)       |

| Jaar | Milaan-San Remo | Gent-Wevelgem | Ronde van Vlaanderen | Parijs-Roubaix | Amstel Gold Race | Luik-Bast.‑Luik | Ronde van Lombardije | Omloop Het Volk | Waalse Pijl | E3 Harelbeke |  | WK op de weg |  | Wereldranglijsten |
| ---- | --------------- | ------------- | -------------------- | -------------- | ---------------- | --------------- | -------------------- | --------------- | ----------- | ------------ |  | ------------ |  | ----------------- |
| 1969 | ↑               | Zilver        |                      | 5e             |                  | 22e             |                      | Goud            | 6e          |              |  | 14e          |  | 9e (SPP)          |
| 1970 |                 | 12e           | 13e                  | ↑              |                  | ↑               |                      | 8e              | 15e         | ↑            |  | 11e          |  | 16e (SPP)         |
| 1971 |                 | Zilver        | 17e                  | 7e             |                  |                 | 8e                   | 33e             | Goud        | ↑            |  | 46e          |  | 13e (SPP)         |
| 1972 | 12e             | 16e           |                      | ↑              |                  |                 |                      |                 |             |              |  | 12e          |  | 11e (SPP)         |
| 1973 | ↑               |               |                      | 7e             |                  |                 | ↑                    | Zilver          |             |              |  | 31e          |  | 7e (SPP)          |
| 1974 | ↑               | Brons         | 30e                  | ↑              |                  | 11e             | ↑                    | 26e             | ↑           |              |  | opgave       |  | (SPP)             |
| 1975 | 31e             |               | 11e                  | ↑              |                  | 8e              | 4e                   | 4e              | 9e          |              |  | ↑            |  | (SPP)             |
| 1976 | 8e              | 6e            | 4e                   | ↑              |                  |                 | ↑                    | 19e             |             | 6e           |  |              |  | 6e (SPP)          |
| 1977 | ↑               |               | ↑                    | ↑              | 6e               | 4e              | 15e                  | 8e              | 10e         |              |  | opgave       |  | (SPP)             |
| 1978 | ↑               | 6e            | 10e                  | ↑              |                  |                 |                      |                 |             |              |  | 10e          |  | 7e (SPP)          |
| 1979 | ↑               | Zilver        | 12e                  | ↑              |                  |                 | 15e                  | Goud            |             |              |  | 10e          |  | 7e (SPP)          |
| 1980 | 5e              | 39e           | 4e                   |                |                  |                 |                      | 5e              |             |              |  | 7e           |  |                   |
| 1981 | ↑               | Zilver        | 6e                   | ↑              | ↑                |                 |                      | 6e              |             | 4e           |  | opgave       |  | (SPP)             |
| 1982 | 13e             | 22e           | 25e                  | 6e             |                  | 7e              |                      |                 |             | ↑            |  |              |  |                   |
| 1984 |                 |               |                      |                |                  |                 |                      |                 |             |              |  |              |  |                   |